# Gisèle Gautier
Pour les articles homonymes, voir Gautier.
 (août 2019).
Gisèle Gautier, née le 9 décembre 1938 à Nantes, est une femme politique française, membre de l'Union pour un mouvement populaire (UMP).

## Politique
Ancienne responsable de l'Union pour la démocratie française (UDF), elle rejoint en 2007 l'UMP en justifiant sa défection par son opposition à la stratégie de François Bayrou.
Elle est élue sénatrice de la Loire-Atlantique le 23 septembre 2001.

## Anciens mandats
- Sénatrice de la Loire-Atlantique - 2001-2011
- Conseillère municipale de Carquefou - 1983-1989
- Maire de Carquefou - 1989-2003
- Conseillère régionale des Pays de la Loire - 1992-2003
- Vice-présidente du Conseil régional des Pays de la Loire - 1992-2001
- Présidente de la commission Culture - Sports de haut niveau - 1993-1998
- Rapporteur général du contrat de plan État-région - 1998-2001
- Vice-présidente de la communauté urbaine Nantes Métropole - 2002-2003

## Distinctions
- Chevalier dans l'ordre de la Légion d'honneur
- Officier dans l'ordre national du Mérite